# United St. Maarten Party
De United Sint Maarten Party (Nederlands: Verenigd Sint Maarten Partij, afgekort USP), opgericht in 2013 door statenlid Frans Richardson, is een politieke partij op Sint Maarten. Voorheen was Richardson lid van de National Alliance. Bij de verkiezingen van 2018 en bij de verkiezingen van 2020 haalde de partij twee van de vijftien zetels.  Echter, tijdens de verkiezingen van 2024 heeft de partij geen zetels weten te behalen.

## Politiek leider
- Frans Richardson (2013-2021)
- Pamela Gordon-Carty (2021-heden)[2]

Richardson moest zijn zetel opgeven toen hij werd vervolgd wegens corruptie, omkoping en belangenverstrengeling. Hij werd veroordeeld tot twaalf maanden gevangenisstraf, wat in hoger beroep werd verhoogd tot twintig maanden. Voor een andere corruptiezaak had hij ook al twintig maanden gekregen. Het passief kiesrecht (recht om verkozen te worden) is hem ontzegd voor vijf jaar.